# Monte Caridad
El monte Charity (en inglés: Mount Charity) es una montaña de 2680 metros de altitud ubicada en el norte de la Tierra de Palmer, en el sector meridional de la Península Antártica. Se alza 14,5 km al sur del monte Esperanza y es, junto con este y el monte Fe, uno de los tres picos más altos de la cordillera Eternidad.
Fue descubierto y nombrado por el explorador polar estadounidense Lincoln Ellsworth, quien sobrevoló el área de la Cordillera Eternity entre el 21 y el 23 de noviembre de 1935. En noviembre de 1936, miembros de la Expedición de la Tierra de Graham Británica (1934–1937), liderada por el explorador australiano John Rymill, realizaron trabajos de levantamiento topográfico. Fotografías aéreas del monte fueron tomadas en septiembre de 1940 por la Expedición del Servicio Antártico de los Estados Unidos (1939–1941) y en diciembre de 1947 por la Expedición de Investigación Antártica Ronne (1947–1948).